# Gennaro Gattuso
Gennaro Ivan Gattuso (ur. 9 stycznia 1978 w Corigliano Calabro) – włoski trener i piłkarz występujący na pozycji defensywnego pomocnika. Obecnie jest selekcjonerem reprezentacji Włoch.
Jedna z legend Milanu, w którym występował w latach 1999–2012, zdobywając m.in. dwukrotnie Ligę Mistrzów (2003, 2007) i Mistrzostwo Włoch (2004, 2011). W latach 2000–2010 reprezentant Włoch, mistrz świata z 2006 roku.

## Kariera klubowa
Gattuso rozpoczynał karierę w Perugii, z której przeniósł się w lipcu 1997 do szkockiego Rangers. Cieszył się dużym zaufaniem trenera ekipy z Ibrox Park Waltera Smitha, którego nazwał nawet „drugim ojcem”.
Następca Smitha na stanowisku trenera Rangers Dick Advocaat nie widział jednak Gattuso w drużynie. W październiku 1998 Gennaro wrócił więc do Włoch i został zawodnikiem Salernitany.
Dziesięć miesięcy później Gattuso przeniósł się do A.C. Milan. W sezonie 2002/2003 dotarł z Milanem do finału Ligi Mistrzów, gdzie jego zespół pokonał po serii rzutów karnych Juventus. W tym samym roku Gattuso zdobył także Puchar Włoch. W sezonie 2003/2004 Gattuso zdobył pierwsze w swoim życiu Mistrzostwo Włoch. W sezonie 2004/2005 po raz drugi doszedł do finału Ligi Mistrzów, lecz jego drużyna po serii rzutów karnych przegrała z Liverpoolem. W sezonie 2006/2007 Gennaro Gattuso ponownie dotarł z Milanem do finału Ligi Mistrzów, w którym znów przyszło mu się zmierzyć z Liverpoolem, tym razem Milan wygrał. W sezonie tym A.C. Milan sięgnął także po Klubowe Mistrzostwo Świata. W sezonie 2010/2011 Gattuso świętował zdobycie swojego drugiego Mistrzostwa Włoch.

## Kariera trenerska
W czerwcu 2012 Gattuso podpisał dwuletni kontrakt ze szwajcarskim zespołem FC Sion, w którym pełnił funkcję grającego trenera. 13 maja 2013 został zwolniony z funkcji trenera FC Sion z powodu słabych wyników drużyny.
Później w czerwcu Gattuso został trenerem US Palermo, które w sezonie 2012/13 spadło do Serie B. Zadaniem Włocha było przywrócenie drużyny do najwyższej klasy rozgrywkowej we Włoszech – Serie A. We wrześniu 2013 roku po porażce 1:2 z Bari Gattuso został zwolniony z funkcji trenera. Jego następcą został Giuseppe Iachini. Powodem zwolnienia Gattuso były słabe wyniki zespołu. Drużyna prowadzona przez Włocha w sześciu meczach zdobyła zaledwie siedem punktów.
27 listopada 2017 roku został trenerem piłkarzy Milanu. Zastąpił na tym stanowisku Vincenzo Montellę.
W roku 2019 Gattuso zastąpił zwolnionego z SSC Neapol Carlo Ancelottiego. 17 czerwca Napoli po bezbramkowym remisie wygrało w rzutach karnych finał Coppa Italia z Juventusem 4:2. 23 maja 2021 r., ostatniego dnia Serie A, zremisował 1:1 u siebie z Weroną, zajmując ostatecznie piąte miejsce w lidze, jeden punkt mniej od Juventusu, który po zwycięstwie nad Bolonią zapewnił sobie kwalifikację do Ligi Mistrzów w następnym sezonie. Prezes klubu, Aurelio De Laurentiis, po półtora roku zwolnił Gattuso.
3 czerwca 2022 został trenerem Valencii.
27 września 2023 r. Gattuso podpisał kontrakt z klubem z francuskiej Ligue 1 Olympique Marsylia. 19 lutego 2024 r. został zwolniony po pięciu miesiącach pełnienia funkcji.
12 czerwca 2024 r. chorwacki klub Hajduk Split ogłosił, że Gattuso podpisał kontrakt z klubem do 2026 r.. 14 czerwca 2025 został ogłoszony nowym selekcjonerem reprezentacji Włoch. 

## Kariera reprezentacyjna
W reprezentacji Włoch grał na Letnich Igrzyskach Olimpijskich w 2000, Mistrzostwach Świata w 2002 i Euro 2004. W 2006 roku piłkarz zdobył z drużyną narodową mistrzostwo świata.

## Statystyki
stan na 5 marca 2010
| Zespół       | Sezon        | Liga    | Liga | Puchar  | Puchar | Rozgrywki Europejskie | Rozgrywki Europejskie | Inne    | Inne | Razem   | Razem |
| Zespół       | Sezon        | Występy | Gole | Występy | Gole   | Występy               | Gole                  | Występy | Gole | Występy | Gole  |
| ------------ | ------------ | ------- | ---- | ------- | ------ | --------------------- | --------------------- | ------- | ---- | ------- | ----- |
| Perugia      | 1995-96      | 2       | 0    | –       | –      | –                     | –                     | –       | –    | 2       | 0     |
| Perugia      | 1996-97      | 8       | 0    | –       | –      | –                     | –                     | –       | –    | 8       | 0     |
| Perugia      | Łącznie      | 10      | 0    | –       | –      | –                     | –                     | –       | –    | 10      | 0     |
| Rangers      | 1997         | 29      | 7    | 9       | 0      | 2                     | 1                     | –       | –    | 40      | 8     |
| Rangers      | 1998         | 5       | 0    | 1       | 0      | 5                     | 1                     | –       | –    | 11      | 1     |
| Rangers      | Łącznie      | 34      | 7    | 10      | 0      | 7                     | 2                     | –       | –    | 51      | 9     |
| Salernitana  | 1998-99      | 25      | 0    | –       | –      | –                     | –                     | –       | –    | 25      | 0     |
| Salernitana  | Łącznie      | 25      | 0    | –       | –      | –                     | –                     | –       | –    | 25      | 0     |
| A.C. Milan   | 1999-00      | 22      | 1    | 1       | 0      | 5                     | 0                     | –       | –    | 28      | 1     |
| A.C. Milan   | 2000-01      | 24      | 0    | 2       | 0      | 10                    | 0                     | –       | –    | 36      | 0     |
| A.C. Milan   | 2001-02      | 32      | 0    | 5       | 0      | 10                    | 0                     | –       | –    | 47      | 0     |
| A.C. Milan   | 2002-03      | 25      | 0    | 3       | 0      | 14                    | 0                     | –       | –    | 42      | 0     |
| A.C. Milan   | 2003-04      | 33      | 1    | 2       | 0      | 8                     | 1                     | 2       | 0    | 45      | 2     |
| A.C. Milan   | 2004-05      | 32      | 0    | 2       | 0      | 11                    | 0                     | 1       | 0    | 46      | 0     |
| A.C. Milan   | 2005-06      | 35      | 3    | 3       | 0      | 11                    | 0                     | –       | –    | 49      | 3     |
| A.C. Milan   | 2006-07      | 30      | 1    | 4       | 0      | 13                    | 0                     | –       | –    | 47      | 1     |
| A.C. Milan   | 2007-08      | 31      | 1    | 1       | 0      | 9                     | 0                     | 2       | 0    | 43      | 1     |
| A.C. Milan   | 2008-09      | 12      | 0    | –       | –      | 4                     | 1                     | –       | –    | 16      | 1     |
| A.C. Milan   | 2009-10      | 15      | 0    | 1       | 0      | 1                     | 0                     | –       | –    | 17      | 0     |
| A.C. Milan   | Łącznie      | 291     | 7    | 24      | 0      | 94                    | 2                     | 7       | 0    | 416     | 9     |
| Cała kariera | Cała kariera | 360     | 14   | 34      | 0      | 101                   | 4                     | 3       | 0    | 502     | 18    |

## Sukcesy[16]

### Zawodnicze
AC Milan
- Mistrzostwo Włoch: 2004, 2011
- Puchar Włoch: 2003
- Superpuchar Włoch: 2004, 2011
- Liga Mistrzów: 2003, 2007
- Klubowe mistrzostwo świata: 2007

Reprezentacyjne
- Mistrzostwo świata: 2006

### Trenerskie
Napoli
- Puchar Włoch: 2020

## Życie osobiste
Jest mężem Moniki Gattuso, z którą ma dwoje dzieci.